# 요르마 카르후넨
요르마 "욥페" 카르후넨(핀란드어: Jorma "Joppe" Karhunen: 1913년 3월 17일 – 2002년 1월 21일)은 핀란드의 공군 군인이다.
제2차 세계 대전 당시 적기 31.5기를 격추했다. 그 중 25.5기는 미제 전투기 브루스터 F2A 버팔로에 탑승하여 격추했다.
1941년 6월 25일 바르바로사 작전이 개시되었을 당시 카르후넨은 베시베흐마에 본부를 둔 제44비행대대 제3중대(버팔로 8기로 구성) 중대장으로서 계급은 중위였다.
7월 9일, 구스타프 마그누손 소령이 지휘하는 버팔로 수십 기가 라흐덴포햐 상공을 정찰했는데 카르후넨도 그 중 하나였다. 정찰 도중 소련군 폭격기 및 전투기 15기와 조우하여 10분간 교전, 그 중 8기가 격추되었다.
7월 말, 제24비행대대에 7월 31일로 예정된 육군의 카렐리야 지협 공세를 지원하라는 명령이 내려졌다. 카르후넨의 부대는 소련군 제5혼성항공편대, 제7섬멸항공연대, 제153섬멸항공연대, 제65저공소사항공대, 제235저공소사항공대와 싸웠다.
8월 1일 카르후넨의 부대(버팔로 7기로 구성)는 라우탸르비 근교에서 폴리카르포프 I-16 6기를 격추했는데 일마리 유틸라이넨 준위는 그 중 2기를 자신이 격추했다고 주장했다.
11일 뒤인 8월 12일, 카르후넨 대위는 카렐리야 지협 상공에서 가장 격렬했던 공중전을 치렀다. 제24비행대대 제3중대의 버팔로 6기가 초계를 돌았고 카르후넨이 중대를 지휘했는데, 안트레아 지역에서 소련군 제65저공소사항공대의 항공기 20여기가 3중대를 공격했다. 30분 간의 공중전 끝에 카르후넨과 중대원들은 폴리카르포프 I-153 9대를 격추시켰다.
9월 26일, 핀란드군은 또 소련군에게 피해를 입혔다. 당일 카르후넨의 3중대는 페타야셀카 북부에서 I-15 6기를 격추했다. 얼마 뒤 다시 그 지역을 찾은 핀란드 공군은 제65저공소사항공대 소속의 I-15 8기와 또 마주쳤고 3중대의 버팔로 조종사들은 적기 3기를 격추했다.
전쟁이 끝났을 때 카르후넨은 제24비행대대 제3중대 중대장으로 계급은 대위였다. 카르후넨은 브루스터 버팔로는 폴리카르포프 시리즈 같은 구식 소련 전투기에는 효과적이었기에 1941년에서 42년은 핀란드 공군의 절정기였으나 1943년 야크, 허리케인, 토마호크, LaGG-3 미그 등의 신예 전투기가 소련에 배치되기 시작하면서 전투 난이도가 급상승했다고 회고했다.
카르후넨은 1955년 12월 13일 예편했다.

## 참고 자료
- Neulen, Hans Werner. In the Skies of Europe. Ramsbury, Marlborough, UK: The Crowood Press, 2000. ISBN 1-86126-799-1.
- Stenman, Kari and Andrew Thomas. Brewster F2A Buffalo Aces of World War 2 (Aircraft of the Aces). Oxford, UK: Osprey Publishing, 2010. ISBN 978-1-84603-481-7.